# Джудиче, Антонио дель
Анто́нио дель Джу́диче (итал. Antonio del Giudice, duca di Giovinazzo, principe di Cellamare; 1657, Неаполь — 1733, Севилья) — испанский политический деятель и дипломат, герцог Джовина́ццо, князь Челлама́ре. Родом неаполитанец, во время войны за испанское наследство перешел на испанскую службу.
С 1715 года был испанским послом в Париже и здесь стал во главе заговора, который имел целью свергнуть герцога Орлеанского и поставить во главе регентства во Франции Филиппа V Испанского. Заговорщикам помогала герцогиня Мэн, но кардинал Дюбуа узнал о нём и приказал выслать Челламаре за границу в 1718 году.
Челламаре умер в 1733 году в Севилье в должности генерал-капитана Старой Кастилии.